# ジャンプランド
ジャンプランド (JUMPLAND) は、2002年11月から集英社が運営していたウェブサイト。
『週刊少年ジャンプ』のキャラクターを使って遊べるエンターテインメント・ワールドと銘打たれている。2009年5月31日をもって、その役目を終え閉鎖した。

## 概要
略称はJL (JUMP LAND)。「ドラゴンボール」、「ONE PIECE」、「NARUTO -ナルト-」のキャラクターを使っていろいろなアトラクションを楽しむことができる。
歩いているキャラクターにぶつかると会話を聞くことができ、有料化以前はキャラクターに何度も話しかけると突然そのキャラクターにちなんだクイズ勝負を持ちかけられることがあり、クイズ勝負に勝てば、そのキャラクターの壁紙を得ることもできた。マイルームでは、ドラゴンボールに出てくる「西の都」やワンピースに出てくる「フーシャ村」にユーザーが自分の部屋を持ち、その中に掲示板を設けたり他のユーザーの部屋を訪ねることもできた。
2003年6月下旬から@niftyの会員向けに提供を開始。2003年12月1日からバンダイネットワークスが運営する総合webサイト「LaLaBit」でも提供を開始した。
2003年8月から有料サービスも開始されたが2006年12月31日に有料サービスは終了した。正確な日にちは定かではないが、2008年春頃にリニューアルされた。しかし、まだ有料版の名残が残っている箇所もある。
そしてさらに、2008年10月6日に、週刊少年ジャンプ創刊40周年を祝うサイトとして2008年未明にリニューアルされていたジャンプランドに、ジャンプランドをmixiのような形にした、『JUMPLAND COMMUNITY』が開設された。2009年閉鎖。
閉鎖した翌日からは週刊少年ジャンプ公式サイトが、その役目を受け継いでいる。

## 登場キャラクター

### チャット・マイルームなどで使用できるキャラクター
- ドラゴンボール
  - 孫悟空
  - 孫悟飯（少年期）
  - ベジータ
  - クリリン
  - ヤムチャ
  - 天津飯
  - ピッコロ
  - トランクス
- ONE PIECE
  - モンキー・D・ルフィ
  - ロロノア・ゾロ
  - サンジ
  - ナミ
  - ウソップ
  - トニートニー・チョッパー
  - ニコ・ロビン
  - ネフェルタリ・ビビ
- NARUTO -ナルト-
  - うずまきナルト
  - 春野サクラ
  - うちはサスケ
  - はたけカカシ
  - 奈良シカマル
  - ロック・リー
  - 日向ヒナタ
  - うみのイルカ

### 登場のみするキャラクター
- ブルマ
- プーアル
- 亀仙人
- ミスター・サタン
- チチ
- 餃子
- 魔人ブウ
- ビーデル
- 人造人間18号
- チチ（早朝のみ）
- ミスター・ポポ
- ヤジロベー
- ウーロン
- ランチ
- ブルマの母
- ウミガメ
- 占いババ
- 武道寺の管長
- 界王
- バブルス
- デンデ
- ガスマスクのロボット
- Dr.マシリト
- スモーカー
- バギー
- たしぎ
- アーロン
- はっちゃん
- Mr.2・ボン・クレー
- マシラ
- マキノ
- 海王類（早朝のみ）
- 秋道チョウジ
- 大蛇丸
- 三代目火影
- 木ノ葉丸

## アトラクション

### 西の都
- カプセルコーポレーション
  - タイムマシンアドベンチャー
  - フレ！フレ！かめはめ波！！
- GAME☆LAND
  - ドラゴンカード（大富豪）
  - まわせまわせ！！ドラゴンレーダー

### フーシャ村
- GAME☆LAND
  - パイレーツボンバー
  - ドッカン海域の戦い

### 木の葉隠れの里
- ゲエム処
  - ワンピースカード（大富豪）
  - けしけしピース
- カラクリ忍者屋敷

### ホテル
- 超神田寿司
- みんな大好き田楽マン！！
- JUMP GAME
  - ハレクラニの野望
  - キング・オブ・ハジケリスト
  - スーパースラッガーズ

### その他
- 天下一武道会（タイピングゲーム）

タイピングに合わせ悟空とクリリンが戦う。スコアアタックも実施され、天下一武道会日本一決定戦というスコアアタックのイベントも行われた。
- カリン塔（タイピングゲーム）
- トランクスのタイムマシン（ドラゴンボール完全版に関するクイズ）

制限時間内にクリアすれば壁紙を貰えた。
- ジャンプ放送局
- JUMP FESTA（ジャンプフェスタの情報を見られる）
- WALL PAPER（壁紙をダウンロードできる）
- JUMP STAGE
- MANGA ONLINE

2003年から2006年まで毎週1話ずつ公開されていたFLASHのオールカラーの原作漫画。FLASHで制作されているため、ちょっとした動きや効果音が付けられていた。
- CHAT CAFE
- カメハウス
- QUEST
- チョッパーのラッキーバレル
- アルバーナ宮殿
- 占いババの宮殿

勝ち抜き式のタイピングゲーム。最後まで勝ちぬけばジャンプランドに関する情報が得られた。
- 劇場

ドラゴンボールZのオープニングとエンディングを見ることができた。
- ミニゲーム

ドラゴンボールの悟空を操り雲に飛び移りながらアイテムを回収して上に昇っていくゲーム。
- ジャンプ放送局

組み合わせたマンガのコマに台詞を記入して4コマ作品を投稿するコーナー。

### JUMPLAND SHOP
ショップは各居住区と中心街に一店舗ある。
マイルームオプション
- 引っ越しチケット
- 悟空の部屋
- ワゴン車内部
- ドクター・ゲロの研究所
- バラティエ
- ドラム王国の城にある部屋
- Dr.ヒルルクが健在だった頃の、大木の中
- ナルトの部屋
- ラーメン店『一楽』
- 修行部屋
- カメハウス
- Dr.ヒルルクの一風変わったインテリアの部屋
- 忍者候補生が授業を受けた部屋

スペシャル壁紙
全18枚の壁紙が売られている。

## ケータイJUMPLAND
ケータイJUMPLAND（以下JLと表記）は、PC版の機能を携帯電話からでも利用できるようにしたサービス。月額315円。2006年4月にiモード版、2006年7月3日にボーダフォンライブ!版、2006年10月にEZweb版が配信開始。2007年7月17日から2007年8月31日にはGREEおよびEZ GREEにてタイアップキャンペーンが行われた。PC版のリニューアル前から存在していたが、PC版のリニューアルと共に以前のジャンプランドの機能は完全にケータイ側に移行した格好となっていた。
ジャンプキャラクターをアバターとして利用できるソーシャル・ネットワーキング・サービス (SNS) 機能と、それらとは独立したミニゲーム（クエストとフラッシュの2種類）の2コンテンツで構成されている。ユーザー同士のコミュニケーション機能は各キャリア向けのアプリによって実現され、それ以外のコンテンツはWebによって提供されていた。
PC版と比較してSNS機能が重視されており、上記のミニゲームもユーザー間のコミュニケーションを促進する要素と位置づけられている。コミュニケーション機能は掲示板のみに限られているが、ユーザーの大半はジャンプファンで占められており、書き込みは活発だった。

### ミニゲーム
- DRAGON BALLすごろくバトル レッドリボン軍をやっつけろ

すごろくにロールプレイングゲームのバトル要素を加えた悟空とレッドリボン軍の戦いを題材としたゲーム。バトルで悟空をレベルアップして仲間を集め、制限ターン以内にレッド総帥を倒すのが最終目標。
- ドラゴンボールスローイング

投げたドラゴンボールはドラゴンレーダーで確認しつつ、ベジータのパワーを調節して、3つのドラゴンボールを1ヵ所に投げるゲーム。
- 神龍への願いウーロン編ギャルのパンティおくれー!!!

空から降るパンティを頭でキャッチするゲーム。パンティの色の組み合わせで得点が決まり、3色ビンゴで高得点を得ることができた。
- NARUTO-ナルト-忍者学校

仲間を選び、ナルトのクイズに答えるゲーム。難しい問題は術を使って突破することができた。
- けしけしピース

ワンピースにおけるキャラクターの顔を揃えて消していくゲーム。

## JUMPLAND COMMUNITY
2006年までのジャンプランドとは違い、SNSのようなもので、西の都やフーシャ村などはなくなり、代わりにコミュニテなどが設置された。キャラクターもアバターに変わったが、友だち機能は以前の通り存在し、掲示板が『GUEST BOOK』に変わり、新たにメッセージ機能が加わった。

## 用語一覧
- JL（ジャンプランド）
- CC（チャットカフェ）

ユーザー同士がキャラクターを選びチャットすることができ、キャラクターの表情を喜怒哀楽により選択したり文字を変化させることができた。
- HN（ハンドルネーム）
- IC（一覧チャット）
- カキチャ（書き込みチャット）
- カキコ（書き込む）
- 友メ（友達メール）

## JUMPLAND@SecondLife
千葉県の幕張メッセ国際展示場で開催された「ジャンプフェスタ 2008」と連動して、2007年12月22、23日の期間限定でSecond Life内に開設された特設イベント会場。それぞれ「かめはめ波」や「螺旋丸」等の技を披露する孫悟空、ナルト、ルフィの公式アバターが登場した。
7種類揃えるとSecond Life内にシェンロンが登場するドラゴンボールがもらえるゲーム「JUMPLANDカプセル」も設置され、アバターアイテムとしてJUMPLAND特製Tシャツ・ブルゾンも用意された。